# Antička vila u uvali Soline na Svetom Klementu
Rimska vila nalazi se u uvali Solinama na otoku Svetom Klementu, na Paklinskim otocima.

## Opis
Antička vila smještena je u uvali Soline, na dnu plodnoga polja uz malo naselje Vlaku na otoku Svetom Klementu, na Paklinskim otocima. Okrenuta je prema zapadu uz samu morsku obalu, a dio kompleksa pruža se i u samu plitku uvalu. Rimska vila u uvali Soline na otoku sv. Klementu u cjelini predstavlja najreprezentativniji objekt iz kasnohelenističkoga i rimskoga razdoblja na širem području grada Hvara.
Smještena je uz plodno polje, s južne strane (Veliko polje) i more. Nalazi se na padini brježuljka okrenuta prema zapadu. Istraženi ostatci su na istočnom dijelu uvale neposredno uz morsku obalu. Pretpostavlja se da je šire područje vile bilo veće, posjed je mogao obuhvatiti cijelo polje i prostirati se između triju uvala: Solinâ, Taršća i Vlake. Graditelji su ju podigli u najpovoljnijoj uvali. Zbog podizanja morske razine od starog vijeka do danas od 1,5 do 2 metra tek se može pretpostaviti kako je izgledala. Istraživali su ju Grga Novak, Marin Zaninović i ini. Novak je našao ostatke mozaika. Zapisao da je to vjerojatno villa rustica s ostatcima drugih zgrada. Zaninović smatra da je i ova vila poput nekih vila na obali imala svoje solane i ribnjake.:148-9
Može ju se smatrati maritimnom vilom prema položaju i funkciji u krajoliku i pomorju. Iz nađena pokretna i građevina materijala, te teksturi zidova, datirano je razdoblje je aktivnosti i naseljavanja od ranog carstva do kasne antike. Vidljivi ostatci vile većinom su iz vremena kasne antike. Vila je građena u dvije ili više faza. Brojni elementi ranije vile reupotrijebljeni su u kasnoantičkoj nadogradnji. Spolija ima u kasnoantičkim zidovima, ispod kasnoantičkih podnica, ugrađene kao npr. pragove ulaza u prostorije, dijelove hipokausta terma, obrađeno kamenje iz zidova koje je kombinirano s grubo pritesanim kamenom upotrijebljenim u kasnoj antici. Vjerojatno su kasnoantičke preinake u svezi sa solanom u uvali Solinama.:143

## Zaštita
Pod oznakom Z-6430 zavedena je kao nepokretno kulturno dobro - pojedinačno, pravna statusa zaštićena kulturnog dobra, klasificirano kao "arheološka baština".